# Nicolás Gaitán
Osvaldo Fabián Nicolás Gaitán (San Martín, Buenos Aires, 23 de febrero de 1988) es un futbolista argentino que juega como volante en el Club Atlético Sarmiento de Junín de la Primera División de Argentina.

## Trayectoria

### Boca Juniors
Fue promovido a Primera División en 2008, año de su debut. Comenzó jugando como volante, a veces inclinado hacia la izquierda, teniendo que pelear el puesto con otros jugadores que lo precedían. Actualmente juega más adelantado, donde parece sentirse más cómodo y rendir más.
El 1 de junio de 2008 debutó finalmente en el Torneo Clausura 2008, en el triunfo 3-1 ante Arsenal de Sarandí. En agosto fue parte del plantel que logró la Recopa Sudamericana 2008. Su primer gol oficial lo anotó en el Torneo Apertura 2008 el 31 de agosto de 2008 en el partido jugado ante Huracán. Ese día fue autor de 2 de los 3 goles con los que Boca derrotó al Globo. En ese año también logró consagrarse campeón del Torneo Apertura 2008
El 23 de septiembre marcó su primer tanto en torneos internacionales. Fue por la Copa Sudamericana 2008, ante la Liga de Quito. Dos días más tarde, volvió a anotarse en el marcador en la victoria por 4-2 ante Newell's Old Boys. Ese día también asistió a Lucas Viatri en el cuarto gol de su equipo. El 26 de octubre, ante Rosario Central, le dio la victoria a su equipo tras convertir en los minutos finales del partido.
Durante el Clausura 2009 le marco a Godoy Cruz en la fecha 7 y el partido terminó 1 a 1. En el Torneo Apertura 2009 se descubrió una nueva faceta de él (como extremo) y le marcó dos goles a Tigre, por la 9.ª fecha, uno a Chacarita Juniors en la 11.ª y en la 15.ª cerró la goleada de 4-0 frente a Gimnasia de La Plata.
Nico Gaitán en su primera etapa en Boca Juniors participó en 79 encuentros anotando 13 goles y 12 asistencias. Consiguió 2 títulos, la Recopa Sudamericana 2008 y el Torneo Apertura 2008.

### S. L. Benfica
El 3 de mayo de 2010, el Benfica de Portugal anunció el acuerdo con Boca Juniors por el pase del jugador a cambio de 8,4 millones de €. Gaitán llegó por cinco temporadas y como un reemplazo de su compatriota Ángel Di María que acababa de ser vendido al Real Madrid.

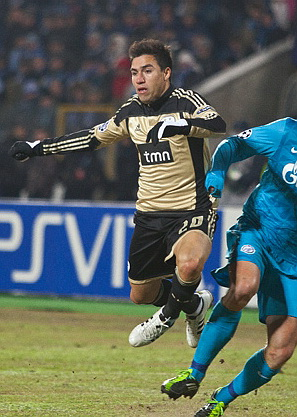
Nicolás Gaitán jugando un partido en su etapa con el Benfica.

Hizo su debut oficial en la Primeira Liga jugando 66 minutos en la derrota 1-2 contra el Clube Desportivo Nacional. Marcó su primer gol en el equipo el 14 de noviembre ante el Naval, partido que terminaría con victoria 4-0. Nicolás terminó su primer año con el Benfica participando en total en 48 partidos, anotando nueve veces, y coronándose campeón de la Copa de la Liga de Portugal. Por sus actuaciones, fue nombrado por la Liga Portuguesa como el Jugador Revelación del año.

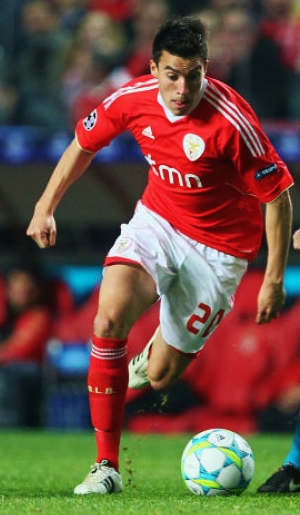
Nicolás Gaitán jugando por Liga de Campeones de la UEFA.

En la temporada 2011/12, Gaitán lideró la tabla de asistencias de la Liga de Campeones de la UEFA 2011-12. Además logró consagrarse nuevamente como campeón de la Copa de la Liga de Portugal.
Para la temporada 2013-14 contribuyó con ocho goles totales para que su equipo conquistara el triplete (Primeira Liga 2013-14, Copa de la Liga de Portugal y Copa de Portugal), incluyendo el único gol en la final de la Copa de Portugal contra el Rio Ave el 18 de mayo de 2014.
Comenzó la temporada el 10 de agosto logrando la Supercopa de Portugal, ganando 3-2 en la tanda de penales ante el Rio Ave. El 31 de agosto de 2014, Gaitán anotó su primer gol de la temporada en el clásico contra el Sporting de Lisboa, y al mismo tiempo fue nombrado "Hombre de Partido ". El 11 de noviembre extendió su contrato con el Benfica hasta el 30 de junio de 2018 estableciendo una cláusula de rescisión de 35 millones de €. En esta temporada consiguió conquistar la Primeira Liga 2014-15 y la Copa de la Liga de Portugal.
A partir de la temporada 2015-16, Nicolás fue elegido segundo capitán (vice-capitán) del equipo por detrás de Luisão. El 30 de septiembre de 2015, anotó un gol y más tarde asistió al segundo gol en la victoria 1-2 al Atlético de Madrid en la Liga de Campeones de la UEFA 2015-16.
Gaitán fue el alma de las Águilas a lo largo de toda la temporada en la que compitieron mano a mano con el Sporting de Lisboa de Teófilo Gutiérrez, y los guio hacia un nuevo título siendo el eje determinante en el juego de los de Rui Vitória, dando 16 asistencias, anotando 4 goles.

### Atlético de Madrid
Tras haber intentado su fichaje sin éxito en ocasiones anteriores, el 16 de junio de 2016 se hizo oficial su traspaso al Atlético de Madrid por 25 millones de euros.

### Dalian Yifang
En febrero de 2018 se confirmó el traspaso de Gaitán al Dalian Yifang de China en una operación en la que también se marcharía del Atlético de Madrid Yannick Carrasco. Se marchó del club chino a principios de 2019,  donde la prensa anunció que ficharía por el Chicago Fire de los Estados Unidos, aunque el club nunca anunció el fichaje del  jugador argentino. En marzo de 2019, medios turcos afirmaron que el Fenerbahçe tenía al jugador en su lista de posibles fichajes.

### Chicago Fire
Finalmente, el 14 de marzo de 2019 se hizo oficial el fichaje de Gaitán por Chicago Fire.

### Regreso a Europa y Sudamérica
Libre tras finalizar la campaña 2019, el 31 de enero de 2020 firmó con el Lille O. S. C. hasta final de temporada.
El 29 de agosto de 2021 se hizo oficial su fichaje por el Club Atlético Peñarol tras llevar desde junio sin equipo, después de haber jugado la campaña 2020-21 en el S. C. Braga.
Tras medio año en Peñarol, el 31 de enero de 2022 inició su tercera aventura en Portugal para jugar en F. C. Paços de Ferreira. Permaneció en ese club hasta mayo de 2023.
El 20 de julio de 2024 se oficializó el arribo del jugador a Sarmiento de Junín de la Liga Profesional de Fútbol de Argentina. Previo a ello, Gaitán había disputado la Kings World Cup 2024 -un torneo profesional de fútbol 7- como parte del equipo Kunisport.

## Selección nacional
Nicolás Gaitán hizo su debut internacional para la Argentina el 30 de septiembre de 2009, en un partido amistoso ingresando a los 66 minutos en la victoria 2-0 contra Ghana. Jugó su primer partido como titular el 26 de enero de 2010 en la victoria 3-2 contra Costa Rica. Luego del Mundial de Sudáfrica, el cual no fue parte, jugaría los últimos 30 minutos en el triunfo 2-1 contra Jamaica. Con Sergio Batista como DT, Gaitán fue convocado para participar de los encuentros amistosos ante Costa Rica que finalizó en empate a cero participando los 90', Nigeria que terminó con derrota 1-4 y contra Polonia (2-1) donde jugó los últimos 20'.
El 22 de enero de 2013 fue una de las sorpresas de la convocatoria por Alejandro Sabella para el amistoso contra la selección de Suecia. En 2014, luego de tres años de ausencia, fue convocado por Gerardo Martino para el amistoso contra Alemania, donde disputó los últimos minutos. Martino lo llamaría para los amistosos contra Brasil, el 11 de octubre, y contra Hong Kong, el 14 de octubre. En el primer partido permaneció en el banco y en el segundo anotó dos goles. El 18 de noviembre jugó el segundo tiempo en la derrota 0-1 contra Portugal. El 4 de septiembre de 2015 fue titular en la victoria 7-0 contra Bolivia.
Jugó su primer partido de Eliminatorias el 13 de octubre, en el empate 0-0 contra Paraguay.
El 20 de mayo de 2016 integró la lista definitiva de 23 convocados para disputar la Copa América Centenario en Estados Unidos.

### Participaciones en Copas América
| Copa                    | Sede           | Resultado  | Partidos | Goles |
| ----------------------- | -------------- | ---------- | -------- | ----- |
| Copa América Centenario | Estados Unidos | Subcampeón | 3        | 0     |

## Estadísticas

### Clubes
Actualizado de acuerdo al último partido jugado el 13 de diciembre de 2024.
| Club                               | Div.          | Temporada     | Liga  | Liga  | Liga   | Copas nacionales | Copas nacionales | Copas nacionales | Torneos internacionales | Torneos internacionales | Torneos internacionales | Total | Total | Total  |
| Club                               | Div.          | Temporada     | Part. | Goles | Asist. | Part.            | Goles            | Asist.           | Part.                   | Goles                   | Asist.                  | Part. | Goles | Asist. |
| ---------------------------------- | ------------- | ------------- | ----- | ----- | ------ | ---------------- | ---------------- | ---------------- | ----------------------- | ----------------------- | ----------------------- | ----- | ----- | ------ |
| C. A. Boca Juniors Argentina       | 1.ª           | 2007-08       | 1     | 0     | 0      | —                | —                | —                | —                       | —                       | —                       | 1     | 0     | 0      |
| C. A. Boca Juniors Argentina       | 1.ª           | 2008-09       | 32    | 5     | 3      | —                | —                | —                | 11                      | 1                       | 1                       | 43    | 6     | 4      |
| C. A. Boca Juniors Argentina       | 1.ª           | 2009-10       | 33    | 7     | 8      | —                | —                | —                | 2                       | 0                       | 0                       | 35    | 7     | 8      |
| C. A. Boca Juniors Argentina       | Total club    | Total club    | 66    | 12    | 11     | 0                | 0                | 0                | 13                      | 1                       | 1                       | 79    | 13    | 12     |
| S. L. Benfica Portugal             | 1.ª           | 2010-11       | 26    | 7     | 6      | 9                | 1                | 3                | 13                      | 1                       | 1                       | 48    | 9     | 10     |
| S. L. Benfica Portugal             | 1.ª           | 2011-12       | 25    | 3     | 7      | 5                | 0                | 3                | 14                      | 1                       | 7                       | 44    | 4     | 17     |
| S. L. Benfica Portugal             | 1.ª           | 2012-13       | 23    | 3     | 9      | 8                | 1                | 3                | 13                      | 1                       | 1                       | 44    | 5     | 13     |
| S. L. Benfica Portugal             | 1.ª           | 2013-14       | 26    | 4     | 8      | 7                | 2                | 4                | 10                      | 2                       | 1                       | 43    | 8     | 13     |
| S. L. Benfica Portugal             | 1.ª           | 2014-15       | 27    | 4     | 15     | 5                | 0                | 1                | 5                       | 0                       | 0                       | 37    | 4     | 16     |
| S. L. Benfica Portugal             | 1.ª           | 2015-16       | 25    | 4     | 16     | 4                | 3                | 1                | 8                       | 4                       | 3                       | 37    | 11    | 20     |
| S. L. Benfica Portugal             | Total club    | Total club    | 152   | 25    | 61     | 38               | 7                | 15               | 63                      | 9                       | 13                      | 253   | 41    | 89     |
| Atlético de Madrid · España        | 1.ª           | 2016-17       | 23    | 3     | 3      | 8                | 1                | 2                | 5                       | 0                       | 0                       | 36    | 4     | 5      |
| Atlético de Madrid · España        | 1.ª           | 2017-18       | 6     | 0     | 0      | 2                | 0                | 0                | 5                       | 0                       | 0                       | 13    | 0     | 0      |
| Atlético de Madrid · España        | Total club    | Total club    | 29    | 3     | 3      | 10               | 1                | 2                | 10                      | 0                       | 0                       | 49    | 4     | 5      |
| Dalian Yifang China                | 1ª            | 2018          | 28    | 2     | 9      | 2                | 0                | 0                | —                       | —                       | —                       | 30    | 2     | 9      |
| Dalian Yifang China                | Total club    | Total club    | 28    | 2     | 9      | 2                | 0                | 0                | 0                       | 0                       | 0                       | 30    | 2     | 9      |
| Chicago Fire Estados Unidos        | 1ª            | 2019          | 27    | 4     | 11     | 1                | 0                | 0                | —                       | —                       | —                       | 28    | 4     | 11     |
| Chicago Fire Estados Unidos        | Total club    | Total club    | 27    | 4     | 11     | 1                | 0                | 0                | 0                       | 0                       | 0                       | 28    | 4     | 11     |
| Lille O. S. C. Francia             | 1ª            | 2019-20       | 4     | 0     | 0      | —                | —                | —                | —                       | —                       | —                       | 4     | 0     | 0      |
| Lille O. S. C. Francia             | Total club    | Total club    | 4     | 0     | 0      | 0                | 0                | 0                | 0                       | 0                       | 0                       | 4     | 0     | 0      |
| S. C. Braga Portugal               | 1ª            | 2020-21       | 18    | 2     | 1      | 1                | 0                | 0                | 4                       | 1                       | 0                       | 23    | 3     | 1      |
| S. C. Braga Portugal               | Total club    | Total club    | 18    | 2     | 1      | 1                | 0                | 0                | 4                       | 1                       | 0                       | 23    | 3     | 1      |
| C. A. Peñarol · Uruguay            | 1ª            | 2021          | 8     | 0     | 1      | —                | —                | —                | 2                       | 0                       | 0                       | 10    | 0     | 1      |
| C. A. Peñarol · Uruguay            | Total club    | Total club    | 8     | 0     | 1      | 0                | 0                | 0                | 2                       | 0                       | 0                       | 10    | 0     | 1      |
| F. C. Paços de Ferreira Portugal   | 1ª            | 2021-22       | 6     | 2     | 1      | —                | —                | —                | —                       | —                       | —                       | 6     | 2     | 1      |
| F. C. Paços de Ferreira Portugal   | 1ª            | 2022-23       | 27    | 3     | 3      | 2                | 0                | 0                | —                       | —                       | —                       | 29    | 3     | 3      |
| F. C. Paços de Ferreira Portugal   | Total club    | Total club    | 33    | 5     | 4      | 2                | 0                | 0                | 0                       | 0                       | 0                       | 35    | 5     | 4      |
| C. A. Sarmiento de Junín Argentina | 1ª            | 2024          | 16    | 1     | 2      | —                | —                | —                | —                       | —                       | —                       | 16    | 1     | 2      |
| C. A. Sarmiento de Junín Argentina | Total club    | Total club    | 16    | 1     | 2      | 0                | 0                | 0                | 0                       | 0                       | 0                       | 16    | 1     | 2      |
| Total carrera                      | Total carrera | Total carrera | 381   | 54    | 103    | 54               | 8                | 17               | 92                      | 11                      | 14                      | 527   | 73    | 134    |
| 1. 2. 3.                           |               |               |       |       |        |                  |                  |                  |                         |                         |                         |       |       |        |

### Selecciones nacionales
Actualizado hasta su último partido disputado el 12 de octubre de 2016.
| Selección          | Año               | Amistosos | Amistosos | Amistosos | Eliminatorias | Eliminatorias | Eliminatorias | Continental | Continental | Continental | Mundial | Mundial | Mundial | Total | Total | Total  |
| Selección          | Año               | Part.     | Goles     | Asist.    | Part.         | Goles         | Asist.        | Part.       | Goles       | Asist.      | Part.   | Goles   | Asist.  | Part. | Goles | Asist. |
| ------------------ | ----------------- | --------- | --------- | --------- | ------------- | ------------- | ------------- | ----------- | ----------- | ----------- | ------- | ------- | ------- | ----- | ----- | ------ |
| Absoluta Argentina | 2009              | 1         | 0         | 0         | —             | —             | —             | —           | —           | —           | —       | —       | —       | 1     | 0     | 0      |
| Absoluta Argentina | 2010              | 2         | 0         | 0         | —             | —             | —             | —           | —           | —           | —       | —       | —       | 2     | 0     | 0      |
| Absoluta Argentina | 2011              | 3         | 0         | 0         | —             | —             | —             | —           | —           | —           | —       | —       | —       | 3     | 0     | 0      |
| Absoluta Argentina | 2014              | 3         | 2         | 2         | —             | —             | —             | —           | —           | —           | —       | —       | —       | 3     | 2     | 2      |
| Absoluta Argentina | 2015              | 1         | 0         | 0         | 2             | 0             | 0             | —           | —           | —           | —       | —       | —       | 3     | 0     | 0      |
| Absoluta Argentina | 2016              | 1         | 0         | 0         | 3             | 0             | 0             | 3           | 0           | 1           | —       | —       | —       | 7     | 0     | 1      |
| Total selecciones  | Total selecciones | 11        | 2         | 2         | 5             | 0             | 0             | 3           | 0           | 1           | 0       | 0       | 0       | 19    | 2     | 3      |
| 1. 2.              |                   |           |           |           |               |               |               |             |             |             |         |         |         |       |       |        |

### Resumen estadístico
| Torneo                  | Part. | Goles | Asist. |
| ----------------------- | ----- | ----- | ------ |
| Liga                    | 381   | 54    | 103    |
| Copas nacionales        | 54    | 8     | 17     |
| Torneos internacionales | 92    | 11    | 14     |
| Selección de Argentina  | 19    | 2     | 3      |
| Total                   | 546   | 75    | 137    |

## Palmarés

### Campeonatos nacionales
| Título                | Club               | País      | Año     |
| --------------------- | ------------------ | --------- | ------- |
| Primera División      | C. A. Boca Juniors | Argentina | A-2008  |
| Copa de la Liga       | S. L. Benfica      | Portugal  | 2010-11 |
| Copa de la Liga       | S. L. Benfica      | Portugal  | 2011-12 |
| Primeira Liga         | S. L. Benfica      | Portugal  | 2013-14 |
| Copa de la Liga       | S. L. Benfica      | Portugal  | 2013-14 |
| Copa de Portugal      | S. L. Benfica      | Portugal  | 2013-14 |
| Supercopa de Portugal | S. L. Benfica      | Portugal  | 2014    |
| Primeira Liga         | S. L. Benfica      | Portugal  | 2014-15 |
| Copa de la Liga       | S. L. Benfica      | Portugal  | 2014-15 |
| Primeira Liga         | S. L. Benfica      | Portugal  | 2015-16 |
| Copa de la Liga       | S. L. Benfica      | Portugal  | 2015-16 |
| Copa de Portugal      | S. C. Braga        | Portugal  | 2020-21 |
| Primera División      | C. A. Peñarol      | Uruguay   | C-2021  |
| Campeonato Uruguayo   | C. A. Peñarol      | Uruguay   | 2021    |

### Campeonatos internacionales
| Título              | Club               | País      | Año  |
| ------------------- | ------------------ | --------- | ---- |
| Recopa Sudamericana | C. A. Boca Juniors | Argentina | 2008 |

### Distinciones individuales
| Distinción                                          | Año     |
| --------------------------------------------------- | ------- |
| Jugador revelación del año en la Liga de Portugal.  | 2011    |
| Máximo asistidor de la Liga de Campeones de la UEFA | 2012    |
| Equipo ideal de la Liga Europa de la UEFA           | 2013-14 |
| MvP de la final de la Copa de la Liga de Portugal   | 2015-16 |